# The Condemned
The Condemned es una película estadounidense de 2007, dirigida por Scott Wiper y protagonizada por Steve Austin, Vinnie Jones, Masa Yamaguchi, Emelia Burns, Manu Bennett, Marcus Johnson, Dasi Ruz, Nathan Jones, Andy McPhee y Rai Fazio.
La secuela fue realizada con la estelarización de Randy Orton y se estrenó en noviembre de 2015.

## Argumento
Jack Conrad (Steve Austin), un prisionero (anteriormente miembro de los Delta Force) condenado a muerte, es buscado por un adinerado productor de televisión para participar en un show. Es llevado a una isla donde tendrá que luchar a muerte con otros condenados a muerte venidos de todos los rincones del mundo. El ganador será premiado con su libertad.
- Datos: Q93876